# Henry Zaga
Henry Zaga, född 1993 med namnet Henrique Chagas Moniz de Aragão Gonzaga, är en brasiliansk skådespelare.

## Filmografi (i urval)
- 2015 – Teen Wolf (TV-serie)
- 2017 – Tretton skäl varför (TV-serie)
- 2019 – Nancy Drew (TV-serie)
- 2020 – The New Mutants
- 2024 – The Ministry of Ungentlemanly Warfare
- 2025 – Queer
- 2025 – Warfare